# Michelle Sapori
Pour les articles homonymes, voir Sapori.
Michelle Sapori est une historienne française, spécialiste de l’histoire du luxe et de la mode sous l’Ancien Régime. Mariée à Julien Sapori, commissaire divisionnaire de police et écrivain.

## Biographie
Michelle Sapori est née le 22 décembre 1955 à Carhaix-Plouguer, dans le Finistère. Après une maîtrise de droit public, elle devient en 1981 assistante parlementaire sur la circonscription de Rennes Sud de Jean-Michel Boucheron, député d'Ille-et-Vilaine.
En 1986, elle rejoint le Palais Bourbon à Paris comme attachée de presse d'Alain Richard alors vice-président de l'Assemblée nationale puis celui-ci nommé rapporteur général du budget, elle le suit comme attachée de la commission des Finances, de l'Économie générale et du Plan de l'Assemblée nationale.
En 1990, elle intègre le cabinet de Jean Maheu, président de Radio-France, comme chargée des relations parlementaires puis en 1996 est nommée Chargée des nouvelles technologies à la Direction juridique de la radio de service public.
En 2002, elle obtient un DEA d'histoire moderne Pouvoir, écriture, discours. Elle est membre du programme de recherche du Centre de recherche du château de Versailles,.
Elle est membre de la Société d’Études sur Joseph Fouché et son temps. Elle est membre des Sociétés savantes historiques locales de Villers-Cotterêts et de Soissons.

## Publications

### Livres
- Rose Bertin : Ministre des modes de Marie-Antoinette, Paris, Institut français de la mode et Éditions du Regard (distribution Seuil), 2003, 318 pages  (ISBN 2-914863-04-7), réalisé avec le concours de la Fondation Pierre Bergé-Yves Saint Laurent. Cet ouvrage a reçu en 2004 le prix Jean des Vignes Rouges par l'Académie des Sciences morales, des lettres et des arts de Versailles, accordé aux travaux ayant fait progresser l'histoire de Versailles.
- Le luxe : Essais sur la fabrique de l'ostentation, ouvrage collectif sous la direction d'Olivier Assouly, préface de Pierre Bergé, IFM/Regard, 2004, deuxième édition 2011.
- Rose Bertin, couturière de Marie Antoinette, Paris, Perrin, 2010  (ISBN 9782262032487)[4]. Ouvrage paru dans la collection « Les métiers de Versailles » et coédité par l'établissement public du Château de Versailles, deuxième édition 2011, édition Le Grand Livre du Mois 2010, édition France Loisirs automne 2011, traduit et édité au Japon et en Russie.
- Rougeville de Marie-Antoinette à Alexandre Dumas, Le vrai chevalier de Maison-Rouge, Éditions de la Bisquine, Paris, 2016,  (ISBN 979-10-92566-10-9). Cet ouvrage a reçu le prix Lire en Soissonnais 2016.

### Articles
- « La société de cour à Hautefontaine », Annales historiques compiègnoises, 2001.
- « L'Académie royale de Soissons : à la genèse des académies provinciales du Grand siècle », Mémoires de la Fédération des Sociétés d'histoire de l'Aisne, 2004.
- « Claude-Nicolas Le Cat : une grande figure de la chirurgie française », Mémoires de la Fédération des Sociétés d'histoire de l'Aisne, 2005.
- « Jusqu'à plus coiffe », Télérama, hors série, 2008.
- « De Hautefontaine à Pise, la marquise de la Tour du Pin (1770-1853), célèbre mémorialiste », Annales historiques compiègnoises, 2010.
- « Ils étaient deux Marie », Mémoire du Soissonnais, Soissonnais 19e siècle, Société Archéologique, Scientifique et Historique de Soissons, tome 6, 2014-2017, 5eme série.

### Émissions
- L'Histoire du Look sur Arte, 2007, réalisée par Philippe Allante.
- La Fabrique de l'Histoire sur France Culture, 4 novembre 2010, réalisée par Emmanuel Laurentin.
- Visites privées sur France 2, 15 novembre 2016, présentée par Stéphane Bern, Léonard, coiffeur de Marie-Antoinette[5] à 7 min 26 s.
- Sur TV5 Monde, 14 juillet 2016, Rougeville, personnage rocambolesque de l'Histoire de France[6]